# Операція «Антон»

Карта Франції до початку операції

Операція «Антон» (нім. Unternehmen Anton) — операція німецьких військ, проведена восени 1942 року з метою окупувати південну частину Франції і о. Корсика, захопити французький флот, роззброїти залишки французької армії та організувати оборону середземноморського узбережжя на випадок вторгнення англо-американських сил.

## Передумови
План захоплення території південної Франції, що під контролем маріонеткового режиму Віші, було розроблено німецьким генштабом ще у грудні 1940 року. Однак розпочати здійснення цієї операції (що отримала кодову назву «Антон») у Берліні вирішили після висадки англо-американських військ у Марокко та Алжирі 8 листопада 1942 року. Гітлер не міг допустити того, щоб така ж висадка відбулася і у французькому Середземномор'ї. Він наказав німецьким військам зайняти континентальну частину південної Франції та Корсики.

## Хід операції

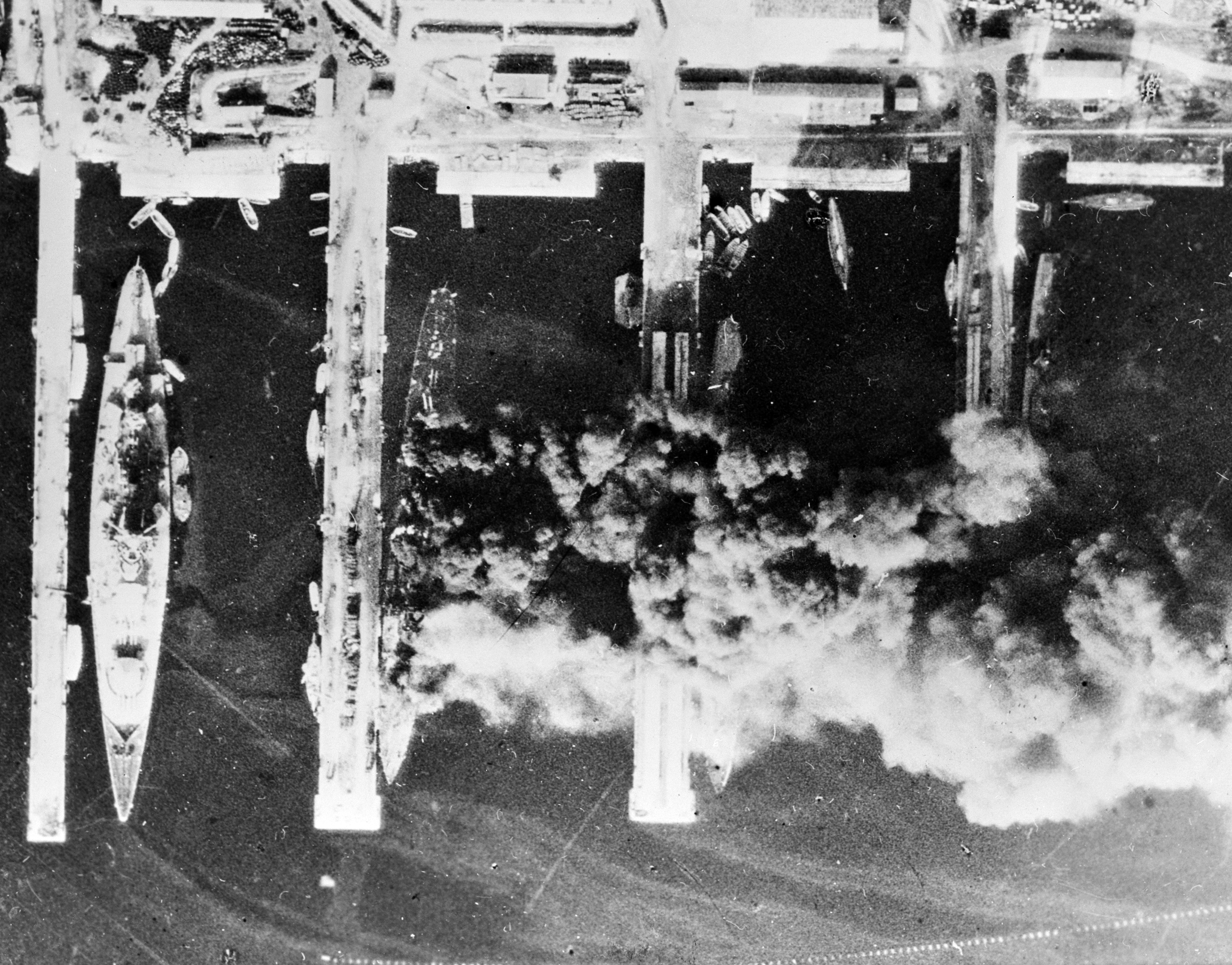
Затоплення французького флоту, зліва направо:,,, та

О 7:00 11 листопада дві німецькі армії (1-а та 4-а) вторглися на територію Вішистської Франції — одна рухалася вздовж франко-іспанського кордону, а інша почала наступ на Віші та Тулон. Одночасно частини 4-ої італійської армії зайняли французьку Рів'єру та висадилися на Корсиці. Надвечір 11 листопада німецькі танки досягли середземноморського узбережжя Франції.
50-тисячна французька вішистська армія спочатку намагалася створити оборонні позиції навколо Тулону, але їй не вистачило вогневої сили для протистояння німецьким військам. Тому військові дії фактично не розпочалися — «Французька держава» обмежила свій опір протестом на радіо проти порушення перемир'я 1940 року.
Продовженням операції «Антон» була операція «Ліла» із захоплення демобілізованого французького флоту в Тулоні. Проте командири французького флоту встигли затопити кораблі до того, як німці змогли їх захопити. Завдяки цьому 3 лінкори, 7 крейсерів, 15 есмінців, 12 підводних човнів та 74 інших корабля не потрапили до рук держав Осі.